# The Alphabeat (bài hát)
"The Alphabeat" là một ca khúc nhạc house không lời được biểu diễn bởi DJ người Pháp David Guetta trích từ album phòng thu thứ năm của anh, David Guetta, Nothing but the Beat (2011). Ca khúc được sáng tác bởi Guetta, Giorgio Tuinfort, trong khi việc sản xuất được hoàn thành bởi Guetta, Tuinfort và Black Raw. "The Alphabeat" được phát hành kĩ thuật số vào ngày 26 tháng 3 năm 2012, và là đĩa đơn quảng bá thứ tư của album, sau "Titanium", "Lunar" và "Night of Your Life", ba ca khúc này được phát hành trong phần đếm ngược đến thời điểm phát hành album trên iTunes. Đĩa đơn này đồng thời cũng quảng bá cho Nothing but the Beat: The Electronic Album ở Mỹ.

## Video âm nhạc
Video âm nhạc cho "The Alphabeat" được đạo diễn bởi So Me. Video được đăng tải trên tài khoản Youtube chính thức của Guetta vào ngày 2 tháng 4 năm 2012. Vợ của Guetta, Cathy Guetta, cũng xuất hiện trong video.

## Danh sách ca khúc
- Tải kĩ thuật số

1. "The Alphabeat (Radio Edit)" — 3:25
2. "The Alphabeat (Original Mix)" — 4:29

## Danh sách thực hiện
Phần ê-kíp thực hiện được lấy từ ghi chú trong album Nothing but the Beat.
- David Guetta – sáng tác, sản xuất
- Giorgio Tuinfort – sáng tác, sản xuất
- Black Raw – sản xuất

## Xếp hạng
| Bảng xếp hạng (2012)      | Vị trí cao nhất |
| ------------------------- | --------------- |
| Bỉ (Ultratop 50 Flanders) | 22              |
| Bỉ (Ultratop 50 Wallonia) | 40              |
| Pháp (SNEP)               | 44              |